# Witold Kręglewski
Witold Kręglewski (ur. 12 października 1913 w Akwizgranie, zm. 3 listopada 1984 w Poznaniu) – polski technolog.

## Życiorys
Przez pierwsze sześć lat życia wychowywał się w Niemczech i był dwujęzyczny. Od 1920 uczył się w Poznaniu, m.in. w Gimnazjum im. Ignacego Paderewskiego (maturę zdał 20 maja 1931). W latach 1931–1936 studiował na Wydziale Mechanicznym Politechniki Gdańskiej, a potem odbywał służbę wojskową w Szkole Podchorążych Rezerwy Wojsk Łączności w Zegrzu. We wrześniu 1937 przeniesiono go do rezerwy, jako plutonowego podchorążego. W tym samym roku podjął zatrudnienie w rzeszowskim oddziale Cegielskiego, gdzie produkowano broń. 8 września 1939 pracę przerwano z uwagi na napaść Niemiec na Polskę. W grudniu 1939 Niemcy wysiedlili go wraz z rodziną do Warszawy. Dojechał tam na rowerze, przewożąc dokumentację konstrukcyjną działek przeciwpancernych. Pracował w warszawskiej wytwórni rowerów Vidan, a potem w wytwórni chodaków. W 1943 został żołnierzem Armii Krajowej. Walczył w powstaniu warszawskim, a po jego upadku dostał się do niewoli niemieckiej i wywieziono go do Oflagu II D w Gross-Born. Zimą 1945, podczas ewakuacji przeszedł pieszo w trudnych, zimowych warunkach do Lubeki, gdzie wyzwolili go żołnierze brytyjscy 2 maja 1945.
We wrześniu 1946 powrócił do Poznania. Wraz z ojcem, Adamem założył przedsiębiorstwo zajmujące się spawalnictwem – Arcogaz. Od 1 września 1952 pracował na stanowisku zastępcy profesora w Katedrze Mechaniki Technicznej na Wydziale Technologii Drewna Wyższej Szkoły Rolniczej w Poznaniu. Jednocześnie do 1961 pracował jako projektant w Poznańskim Biurze Projektów Budownictwa Przemysłowego. W 1956 został docentem. W 1965 doktoryzował się na Wydziale Technologii Drewna w Szkole Głównej Gospodarstwa Wiejskiego w Warszawie (tytuł rozprawy: Metoda obliczania belek o zmiennej sztywności za pomocą rachunku operatorowego). W 1966 przeszedł na Politechnikę Poznańską do utworzonej Katedry Ciągników. W 1970 został profesorem nadzwyczajnym. W latach 60. XX wieku pełnił funkcje prodziekana Wydziału Technologii Drewna poznańskiej Wyższej Szkoły Rolniczej (obecny Uniwersytet Przyrodniczy), jak również prodziekana i dziekana Wydziału Maszyn Roboczych i Pojazdów Politechniki Poznańskiej. W 1976 jego zamianowanie na dyrektora Instytutu Techniki Cieplnej i Silników Spalinowych zostało oprotestowane przez aktyw PZPR Politechniki Poznańskiej (przyczyną było to, że nigdy nie był członkiem tej partii). Zmarł w miesiąc po przejściu na emeryturę. Pochowano go na Cmentarzu Junikowskim w Poznaniu, gdzie spoczywa wraz rodziną.

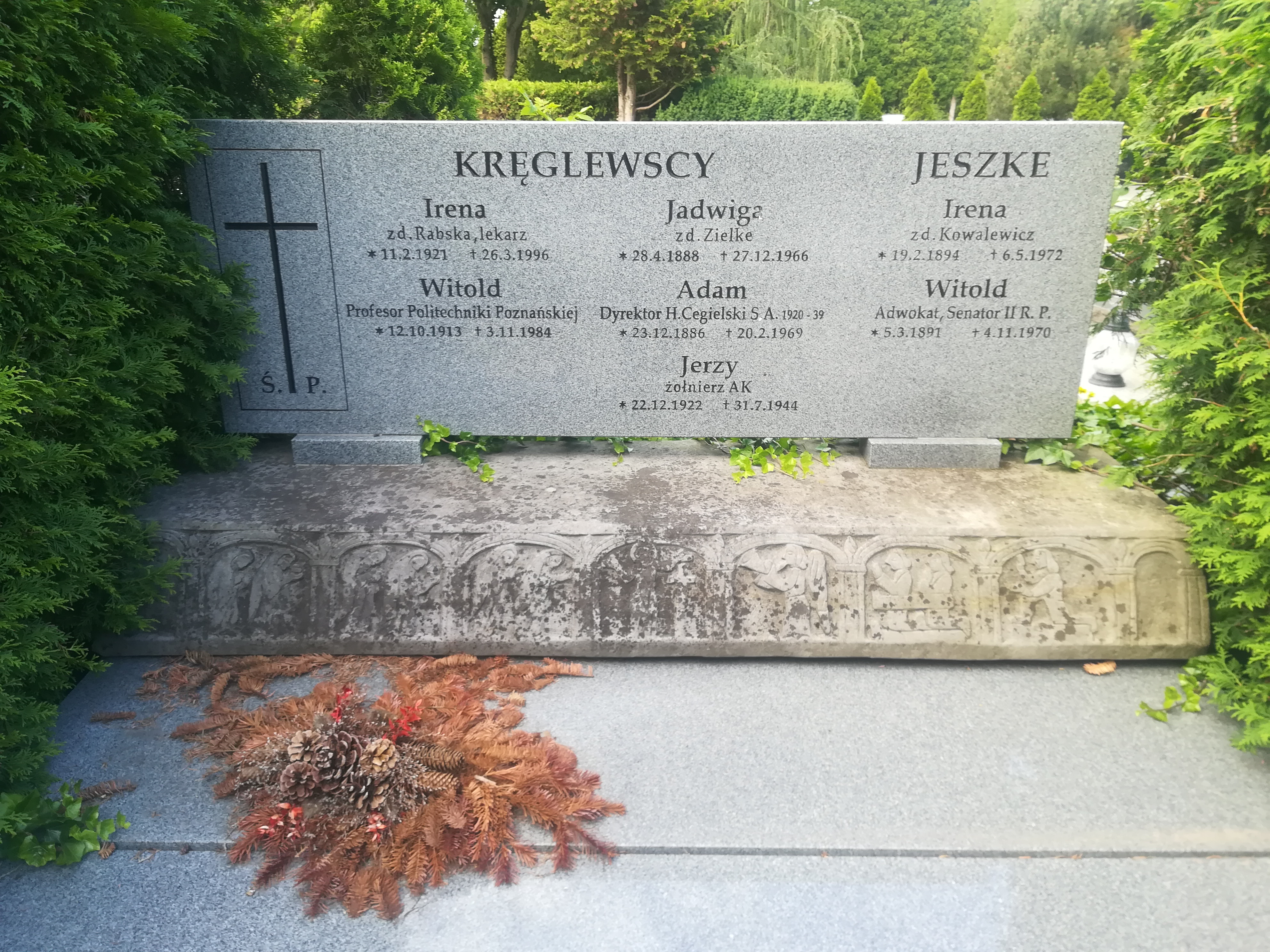
Grób na Cmentarzu Junikowskim, w którym spoczywa wraz z senatorem Witoldem Jeszke

Żonaty z Ireną Rabską. Jego teściem był Kazimierz Rabski, lekarz rezerwy, ofiara zbrodni katyńskiej.

## Osiągnięcia
Był autorem dziewiętnastu patentów z zakresu m.in. konstrukcji silników spalinowych, suszarnictwa oraz urządzeń hydraulicznych. Podczas konstruowania kombajnów typu Bizon wykorzystano opracowane przezeń elementy napędu hydrostatycznego.